# Kościół św. Stanisława Kostki w Złotowie
Kościół Świętego Stanisława Kostki w Złotowie – rzymskokatolicki kościół filialny należący do złotowskiej parafii Wniebowzięcia Najświętszej Maryi Panny. Mieści się w Złotowie, w województwie wielkopolskim. Należy do dekanatu Złotów I diecezji bydgoskiej.
Jest to poewangelicki kościół, wzniesiony w latach 1829-1830 według projektu niemieckiego architekta Karla Friedricha Schinkla. Jest to budowla trzynawowa, halowa, posiadająca wieżę oraz charakterystyczne boniowanie, czyli ozdobne rowki imitujące lico muru) zdobiącym fasadę. W 1945 roku budowla została przejęta przez kościół katolicki. Do dziś nie zachowało się nic z pierwotnego wyposażenia świątyni. Wnętrze kościoła zostało po 1945 roku mocno przebudowane. W prezbiterium znajduje się współczesny ołtarz z figurą św. Stanisława Kostki. Zachowało się tylko dolne piętro dawnej empory o dwóch kondygnacjach. Wnętrze jest bardzo proste i surowe, brak w nim obrazów.